# Souvrství Nan-siung

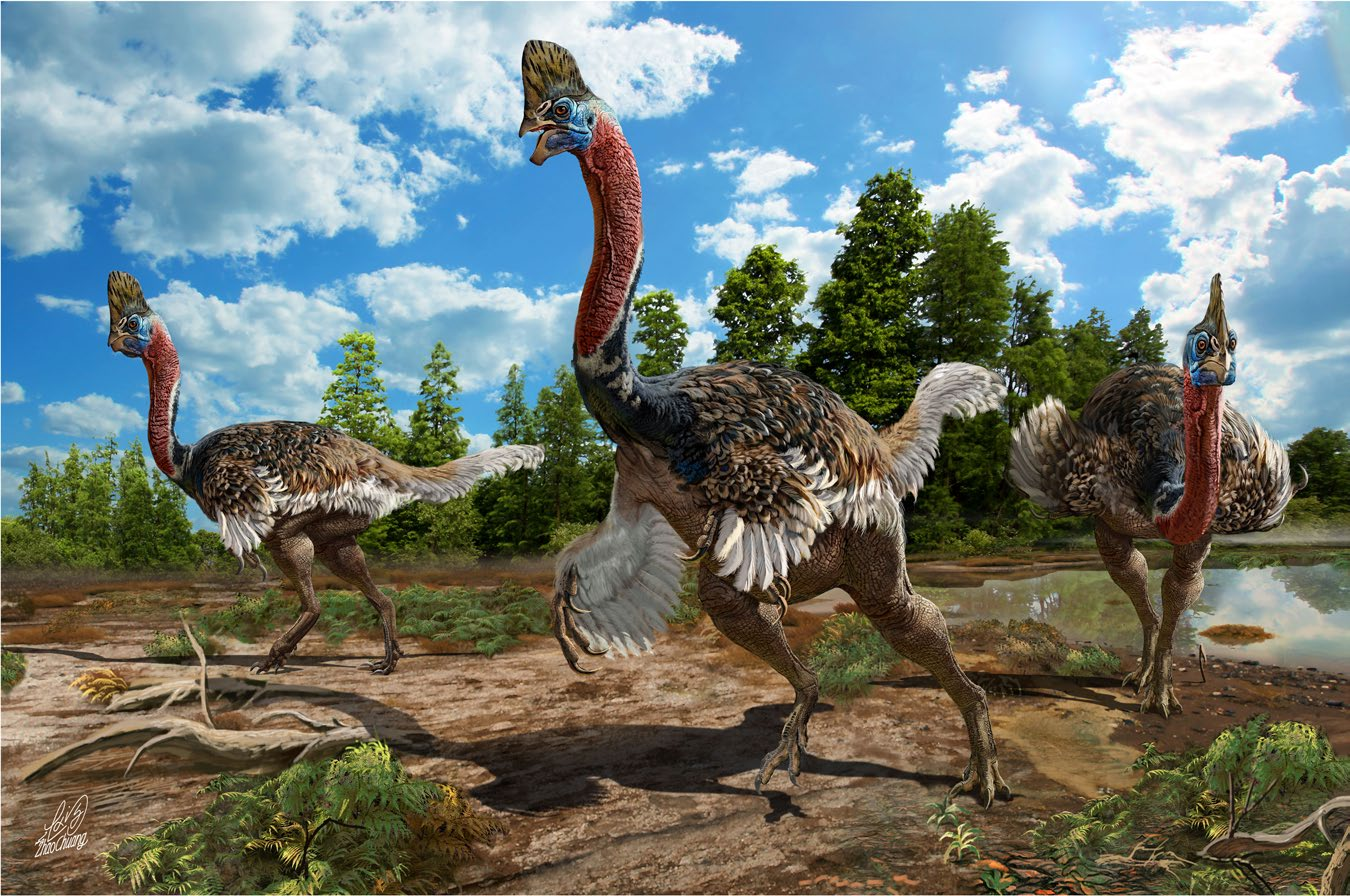
Zástupci rodu Corythoraptor ve svém ekosystému.

Souvrství Nan-siung (čínsky pchin-jinem Nánxióng Zǔ, znaky 南雄组) je geologickou formací, jejíž sedimentární výchozy se nacházejí na území jihovýchodní Číny (provincie Kuang-tung, okres Nan-siung). Horniny z tohoto souvrství jsou datované do období nejpozdnější svrchní křídy, mají stáří 66,7 (± 0,3) milionu let (geologické věk maastricht). Nejběžnějším druhem horniny je pískovec, prachovec a jílovec. Mocnost vrstev se pohybuje kolem 300 metrů.

## Paleontologie
Mezi nejvýznamnější objevy fosilií z tohoto souvrství patří dinosauři (zejména pak zástupci kladu Oviraptorosauria), zatím bylo odtud formálně popsáno asi čtrnáct jejich vědecky platných rodů. Dalšími objevy jsou pak fosilie ještěrů, krokodýlovitých plazů a želv. Časté jsou také objevy fosilních vajec a otisků stop dinosaurů i ptakoještěrů.
V květnu roku 2021 byl ze sedimentů tohoto souvrství popsán unikátní objev fosilní kostry dospělého oviraptorida, sedícího přímo na snůšce svých vajíček (v počtu přinejmenším 24).

## Dinosauři známí z tohoto souvrství
- Asiatyrannus xui[7]

- Banji long[8]

- Corythoraptor jacobsi[9]

- Gannansaurus sinensis[10]

- Ganzhousaurus nankangensis

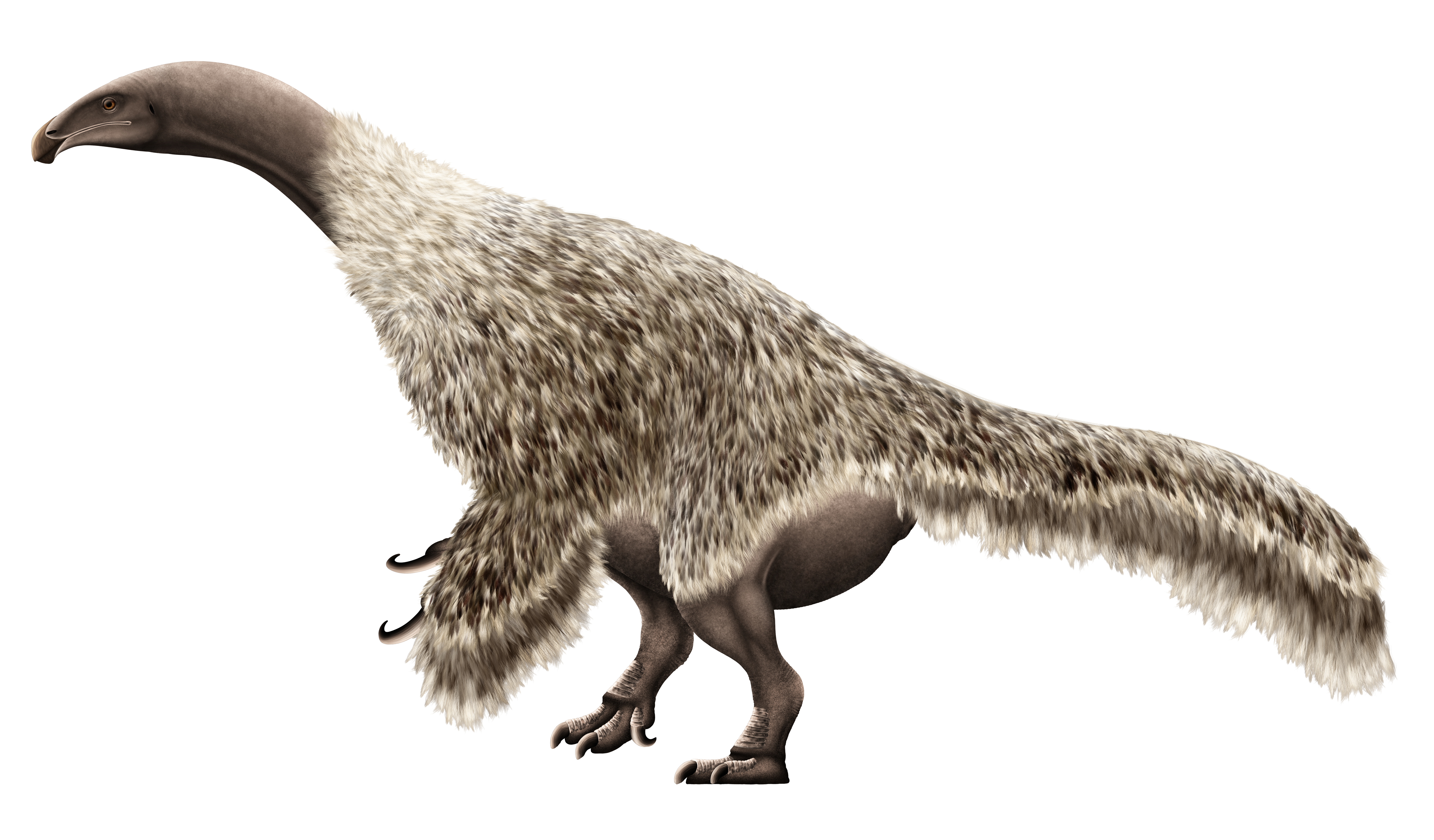
Nanshiungosaurus - obrazová rekonstrukce.

- Hadrosauropodus isp. (fosilní otisky stop)

- Huanansaurus ganzhouensis[11]

- Jiangxisaurus ganzhouensis

- Jiangxititan ganzhouensis[12]

- Macroolithus oosp. (zkamenělá vejce)

- Microhadrosaurus nanshiungensis

- Nankangia jiangxiensis[13]

- Nanshiungosaurus brevispinus

- Oviraptoridae indet.

- Qianzhousaurus sinensis[14]

- Shixinggia oblita

- Theropoda indet. (velké fosilní zuby)[15]

- Tongtianlong limosus[16]

- Tyrannosauridae indet.[17]